# South 25th Street (Tren Ligero de Seattle)
South 25th Street es una estación de la línea Tacoma Link del Tren Ligero de Seattle. La estación es administrada por Sound Transit. La estación se encuentra localizada en South 25th Street y A Street en Tacoma, Washington. La estación de South 25th Street fue inaugurada el 18 de agosto de 2003.

## Descripción
La estación South 25th Street cuenta con 1 plataforma central.

## Conexiones
La estación es abastecida por las siguientes conexiones: 
- King County Metro